# Мало-Песчанский район
Мало-Песчанский район — административно-территориальная единица в составе Томской губернии и Сибирского края РСФСР, существовавшая в 1924—1930 годах. Центр — село Мало-Песчанское.
Мало-Песчанский район образован в составе Мариинского уезда Томской губернии 4 сентября 1924 года. В состав района вошла территория следующих упразднённых волостей: Колеульской и Мало-Песчанской полностью; Туендатской и Тюменевской — частично.
В 1925 году Мало-Песчанский район вошёл в состав Томского округа Сибирского края.
20 июня 1930 года Мало-Песчанский район был упразднён. При этом Александровский, Белгородский, Кирсановский, Колеульский, Мало-
Песчанский, Михайловский и Укольский с/с были переданы в Мариинский район; Беловодский, Тавлинский и Туйлинский с/с — в Зырянский район; Левашовский, Ново-Славянский, Островский и Святославский с/с — в Ижморский район.